# Darwin (wyspa)
Darwin (ang. Culpepper) – wyspa w archipelagu Galapagos, należącym do Ekwadoru. Jest wysuniętą najdalej na północ wyspą archipelagu.

## Warunki naturalne

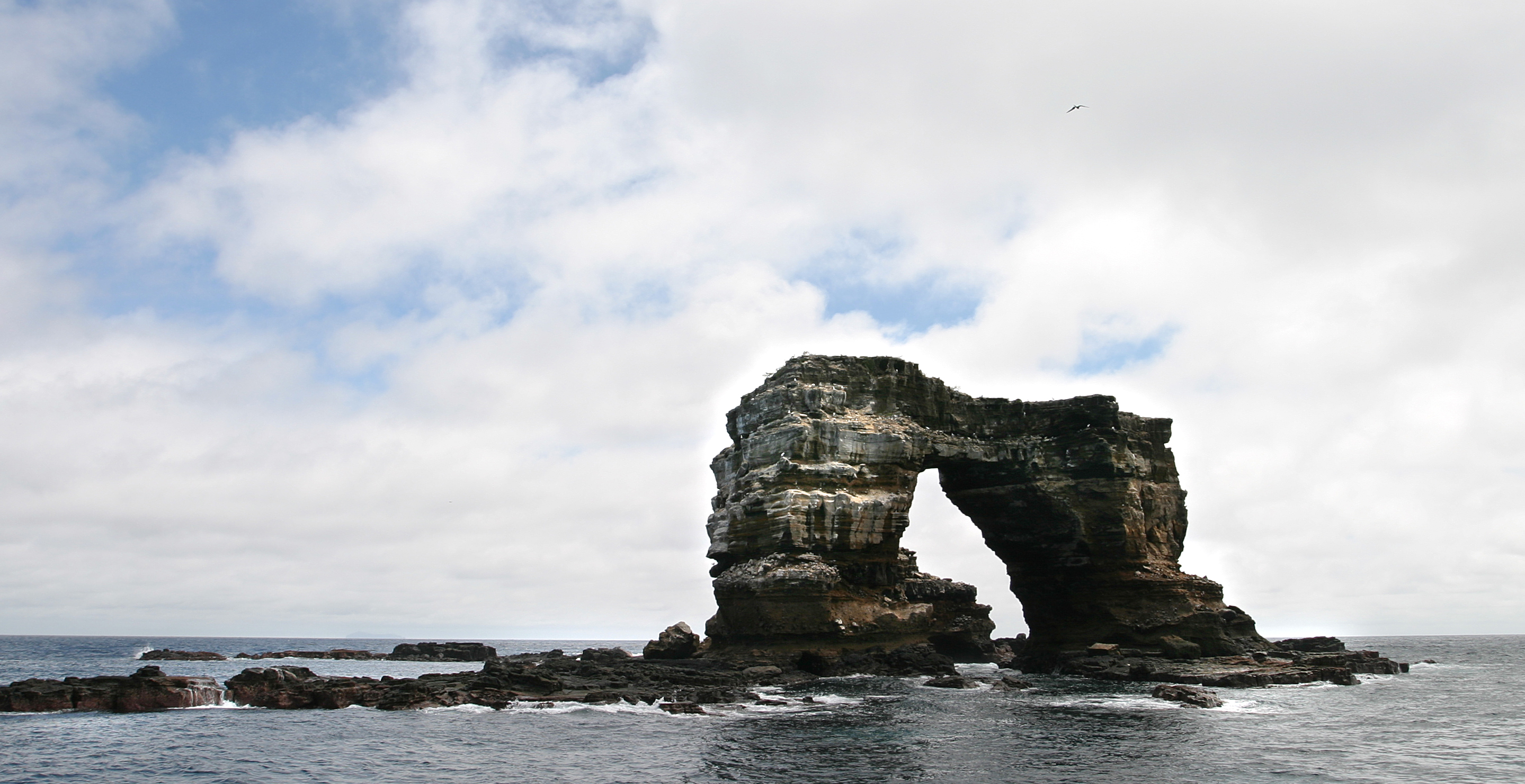
Łuk Darwina, łuk skalny w pobliżu wyspy w 2003 roku

Wyspa Darwin znajduje się 160 km na północny zachód od Isabeli. Jest ona szczytem podmorskiego wulkanu o wysokości ponad 1000 m, który był aktywny pomiędzy 1,6 miliona a 400 tysięcy lat temu. Wyspa jest rzadko odwiedzana przez turystów. Pierwsze lądowanie na niej odbyło się dopiero w 1964 roku. Wyspa jest bezludna i pozbawiona infrastruktury turystycznej. W pobliżu wyspy dopuszczone jest natomiast nurkowanie, przy czym szczególnie atrakcyjne są okolice dawnego Łuku Darwina, byłego mostu skalnego utworzonego przez erozję. Zawalił się on w maju 2021 roku z przyczyn naturalnych, pozostawiając dwa filary. Łuk znajdował się na południowy wschód od brzegów Darwin. Nazwa wyspy upamiętnia przyrodnika Karola Darwina; starsza angielska nazwa upamiętniała innego przyrodnika – lorda Nicholasa Culpepera.

## Fauna
Na wyspie licznie występują ptaki morskie, jest to jedyne miejsce na Galapagos, w którym gnieździ się rybitwa czarnogrzbieta. Wody wokół wyspy Darwin obfitują w organizmy żywe, nurków przyciąga tu możliwość spotkania rekinów młotów i rekinów wielorybich. Występują tu także żółwie morskie, manty, delfiny i różne ryby pelagiczne.